# Viva! Tour
VIVA! Tour é a quinta turnê internacional da cantora pop mexicana Thalía. O primeiro show da turnê foi realizado no dia 24 de março de 2013, nos Estados Unidos em Chicago. Até o momento, Thalía confimou apenas 07 apresentações; sendo que todas confirmadas são na América do Norte. Thalía já disse em algumas entrevistas que a turnê contaria com datas na América do Sul, porém nenhuma data foi definida até o momento. A turnê serve para divulgar seu primeiro álbum ao vivo, Primera Fila e o décimo primeiro álbum de estúdio lançado em novembro de 2012, Habitame Siempre.

## Desenvolvimento
Desde o lançamento do seu primeiro álbum ao vivo Primera Fila, em 2009, Thalía havia expressado seu desejo de oferecer concertos ao vivo em lugares pequenos, já que era esse o contexto que o disco tinha. Quando começou a tratar da turnê, ela ficou grávida e teve que adiar o projeto. Depois de dar a luz do seu segundo filho em 2011 e da gravação do seu décimo-primeiro álbum de estúdio Habítame Siempre, afirmou que estava planejando uma turnê com o propósito de promover ambos trabalhos discográficos. Durante sua visita promocional no México, algumas semanas depois do lançamento oficial de Habítame Siempre, Thalía confirmou que em 2013 iniciaria sua segunda turnê mundial.
As especulações indicavam que com a sua nova turnê, Thalía visitaria países da América Latina, e parte dos Estados Unidos e México. Em quase todas as entrevistas, Thalía expressou que iria optar por realizar shows apenas em lugares pequenos, como teatros ou auditórios, com o fim de manter o conceito dos seus dois últimos discos e se "sentir mais perto do seu público".
Quanto à turnê, declarou: "Estou muito emocionada com essa turnê. Meu concerto no Hammerstein Ballroom em Nova York é somente uma demonstração do que está por vir e agora quero apresentar essa turnê aos meus fãs que estão a esperando ansiosamente". Por enquanto, a turnê foi realizada apenas nos Estados Unidos e México.

## Produção

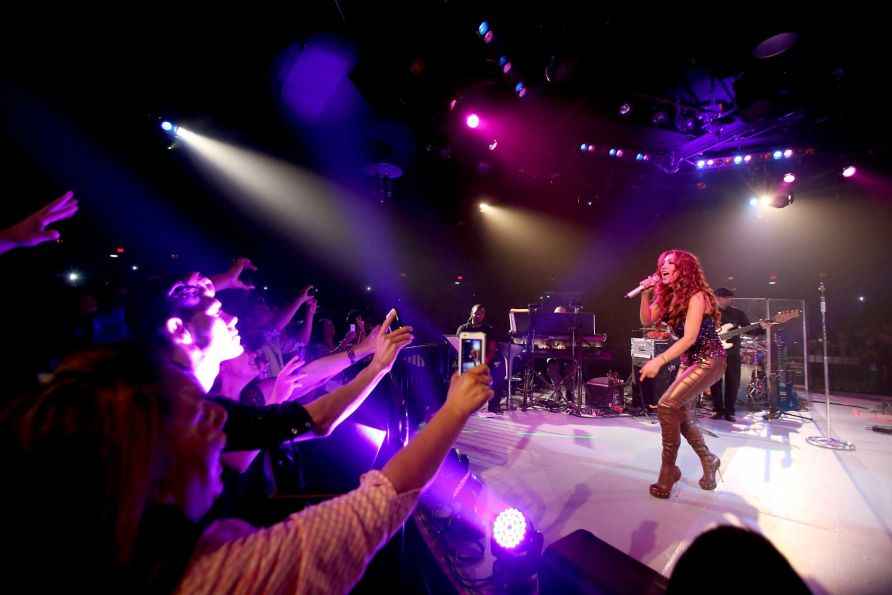
Thalía cantando em Houston, durante sua apresentação no dia 30 de março de 2013.

O VIVA! Tour foi planejado inicialmente como uma turnê de apresentações íntimas em teatros. Consequentemente, a maior parte da lista de canções inclui interpretações de músicas românticas, a maioria do seus dois últimos álbuns. No entanto, Thalía disse que ela não queria decepcionar parte do seu público que deseja escutar alguns dos seus sucessos dançantes dos discos anteriores. Sobre a seleção do repertório, Thalía disse: "Eu sou constituída por puro romantismo, mas também tenho meu lado mais selvagem, sexy e irresistível que para sempre me faz ser a hembra sanduguera (fêmea charmosa)", em referência à música Mujer Latina, do seu álbum Amor a la Mexicana.
Como resultado, há uma dualidade no conceito das apresentações, que consiste em uma parte mais melódica, na qual Thalía interpreta majestosas baladas românticas do pop latino, e outra na que estão seus temas mais conhecidos. A mexicana prefere combinar a qualidade do seu acústico Primera Fila com a liberação do efeito nostálgico de alguns dos seus sucessos mais representativos dos anos 80 até a atualidade. Cabe destacar que canta a capela temas de seus primeiros discos como solistas, e também faz homenagens às canções das suas telenovelas. Em um resumo geral, Thalía pretende dar apresentações equilibradas das distintas fases que teve em seus mais de 20 anos de carreira, principalmente dos seus últimos álbuns, concluindo os shows com Manías, o primeiro single de Habítame Siempre.
No México, o formato do show foi renovado. A cenografia constou de vários telões LED em que se projetaram 6 vídeos temáticos ao repertório do recital. Foram utilizados efeitos coloridos de luzes sobre um cenário formado por três losangos. Thalía foi acompanhada em algumas músicas, por um grupo de bailarinos.  

## Gravação do DVD
Segundo a revista Reforma e outros médios de comunicação, as apresentações dos dias 26 e 27 de abril de 2013 realizados no Auditório Nacional, do México, foram gravados para o posterior lançamento em DVD/Blu-ray.

Em 12 de novembro do mesmo ano, foi lançado o CD/DVD Viva Tour.

## Recepção

### Crítica
Joey Guerra da revista Houston Chronicle escreveu uma avaliação favorável para a turnê, dizendo que Thalía tem a capacidade de "deslumbrar o público e dominar o cenário", ainda que mencionou um ponto negativo: "sua voz as vezes chega a ser dominada pela banda ou pelo público", se referindo especificamente ao show de Thalía realizado em Houston. Também a aplaudiu por ser "entusiasmada e paquerada no cenário pelo público"; e pela energia frenética das músicas Seduccion, ¿A Quién Le Importa? e Arrasando. Concluiu seu comentário com a frase: "Foi uma noite de pop deslumbrante com sabor suficiente".
La Opinión, o jornal em espanhol mais lido nos Estados Unidos, disse que "Thalía voltou eletrizante mas sem boa voz" e que "de feito em várias ocasiões, sua voz não se escutava, principalmente nas notas mais graves". Sobre o setlist, comentou: "o tema Con Los Años Que Me Quedan parecia não estar o suficiente ensaiado, ainda quando estava lendo a letra, se perdeu, se saiu do ritmo". Destacou como positivo que os temas do último medley fizeram o teatro vibrar, porque "o público não só se pôs de pé para cantar e dançar, como também para dar pulos com eletrizantes ritmos". Sobre a relação de Thalía com o público: "Sempre se mostrou capacitada. Se aproximou a todo tempo de seu público para que eles tocassem, conversou com os que estavam mais perto, os aproximou do microfone para que todos escutassem os elogios que lhe diziam - e de voz alta -, e se deram conta de que tem fãs que viajaram desde o Canadá para vê-la e que há brasileiros que a adoram". Por último, concluiu que "Thalía teve simpatia, esteve acompanhada de uma grande banda e alguns coros incríveis, porém não foram suficientes. Lhe faltou demonstrar sua potencia vocal".

### Comercial
Thalía tinha planejado concertos íntimos com essa turnê, portanto, ela escolheu para cantar em teatros com uma capacidade limitada de público. O primeiro show que iniciou a turnê foi no The Vic Theather, de Chicago. Os ingressos se esgotaram alguns dias antes do show, programado para o dia 24 de março.
No México, as localidades do show de Thalía no Auditório Nacional programado para o dia 26 de abril de 2013, teve os ingressos esgotados rapidamente depois da venda antecipada de ingressos através do Ticketmaster. Por essa razão, foi escolhido para o dia 27 de abril um segundo concerto no mesmo lugar, devido a alta demanda de entradas. A capacidade do estádio é de 10 mil espectadores.
Em Los Angeles e Nova York, a turnê de Thalía contou com a promoção de Live Nation, e o concerto de Chicago por Producciones Jam. Seu concerto no Wiltern Theatre também teve uma aceitável venda de ingressos: se esgotaram em menos de 5 dias. Por esse motivo, foi adicionado uma segunda apresentação para o dia 26 de março de 2013.

## Repertório
1. "Atmósfera"
2. "Qué Será De Ti"
3. "Tómame O Déjame"
4. "Habitame Siempre"
5. "Muñequita Linda (Te Quiero, Dijiste)"
6. Medley 1 (A capella):
  1. "Amarillo Azul"
  2. "Un Pacto Entre Los Dos"
  3. "Sangre"
  4. "En La Intimidad"
7. Medley 2 (Telenovelas theme songs):
  1. "Quinceañera"
  2. "Rosalinda"
  3. "Marimar"
  4. "María la del Barrio"
8. "Con Los Años Que Me Quedan"
9. "Equivocada"
10. "No Se Si Es Amor"
11. "Cómo"
12. "Enséñame A Vivir"
13. "Estoy Enamorado" (Bachata version)
14. "Te Perdiste Mi Amor"
15. "Mujeres"
16. Medley 3:
  1. "No Me Enseñaste" (Remix)
  2. "Tú y Yo (Remix)"
  3. "Entre El Mar Y Una Estrella" (Pablo Flores Club Mix)
  4. "Amor a la Mexicana"
17. "Seducción"
18. "¿A Quién Le Importa?"
19. "Arrasando"
20. "Manías"

1. Atmósfera
2. Qué Será De Ti
3. Tómame O Dejame
4. Con Los Años Que Me Quedan
5. Medley 1:(Telenovelas theme song)
  1. Quinceañera
  2. Rosalinda
  3. Marimar
  4. María la Del Barrio
6. Manías
7. Equivocada
8. Enséname A Vivir
9. Estoy Enamorado (Bachata Version)
10. Te Perdiste Mi Amor
11. Mujeres
12. Medley 2:
  1. No Me Enseñaste (Remix)
  2. Tú Y Yo (Remix)
  3. Entre El Mar Y Una Estrella (Remix)
  4. Piel Morena
  5. Amor A La Mexicana
13. Medley 3:
14. Seducción
15. A Quien Le Importa?
16. Arrasando

1. Atmósfera
2. Qué Será De Ti
3. Tómame O Dejame
4. Habítame Siempre
5. Cómo
6. Enséñame A Vivir
7. Hoy Ten Miedo De Mi
8. Con Los Años Que Me Quedan
9. Manías
10. Medley 1: (a capella)
  1. Fuego Cruzado
  2. Sangre
  3. Pienso En Ti
  4. En La Intimidad
11. No Soy El Aire
12. Mujeres
13. Equivocada
14. Medley 2:(Telenovelas theme song)
  1. Quinceañera
  2. Rosalinda
  3. Marimar
  4. María la Del Barrio
15. La Apuesta
16. Medley 3:
  1. No Me Enseñaste (Remix)
  2. Tú Y Yo (Remix)
  3. Entre El Mar Y Una Estrella (Remix)
  4. Piel Morena
  5. Amor A La Mexicana
17. Seducción
18. A Quien Le Importa?
19. Arrasando

## Datas
| América do Norte    |                  |                |                    |
| 24 de março de 2013 | Chicago          | Estados Unidos | The Vic Theatre    |
| 26 de março de 2013 | Los Angeles      | Estados Unidos | Wiltern Theatre    |
| 28 de março de 2013 | Los Angeles      | Estados Unidos | Wiltern Theatre    |
| 30 de março de 2013 | Houston          | Estados Unidos | Arena Place        |
| 03 de abril de 2013 | Nova York        | Estados Unidos | Nokia Theatre      |
| 26 de abril de 2013 | Cidade do México | México         | Auditorio Nacional |
| 27 de abril de 2013 | Cidade do México | México         | Auditorio Nacional |

## Faturamento
| Local              | Cidade           | Ingressos vendidos / disponíveis | Valor Arrecadado |
| ------------------ | ---------------- | -------------------------------- | ---------------- |
| The Vic Theatre    | Chicago          | 948 / 948 (100%)                 | $37,920          |
| Auditório Nacional | Cidade do México | 19,305 / 19,305 (100%)           | $1,070,370       |

## Curiosidades
- No show do dia 26 de março, em Los Angeles, Thalía não performou o medley (a capella) que tinha sido apresentado no concerto anterior, dia 24 de março em Chicago.
- No show de Nova York, Thalía se juntou ao cantor Pedro Capó para cantarem juntos a canção "Estoy Enamorado".
- Nos dois concertos ocorridos no México, Thalía juntou-se aos cantores Leonel García, Jesús Navarro e Samo para interpretarem juntos a canção "Con Los Años Que Me Quedan", presente no álbum Habitame Siempre de Thalía.
- No dia 26 de abril, durante o concerto no Auditório Nacional, além de ter se juntado a Jesús Navarro, Leonel García  e Samo, Thalía também juntou-se com Yuri para performarem juntas a canção "Mujeres".
- Segundo a revista "Reforma", o show realizado no dia 26 e 27 de abril foi gravado para em breve ser lançado como DVD.